# Мотовилов, Андрей Андреевич
Андре́й Андре́евич Мотови́лов (1793 — ?) — купец 3-й гильдии, городской голова Челябинска с 1836 по 1838 годы.
Представитель рода купцов Мотовиловых, доминировавших в городской экономике Челябинска в первой половине XIX века. Получил известность как первый челябинский городской голова, отстраненный от своей должности. Длившееся почти 3 года разбирательство по вопросу отстранения было инициировано мещанином П. Н. Едрёнкиным, пострадавшим от произвола Мотовилова. Незаконное наложение штрафа и лишение права занимать выборные должности заставили Едрёнкина написать жалобу лично Александру II. Указом Оренбургского губернского правления Мотовилов был отстранён от должности.